# Ateuchus euchalceus
Ateuchus euchalceus е вид твърдокрило насекомо от семейство Листороги бръмбари (Scarabaeidae).

## Разпространение
Видът е разпространен в Боливия.